# IIIe législature de la Cinquième République française
La IIIe législature de la Cinquième République française est un cycle parlementaire qui s'ouvre le 3 avril 1967 et se termine le 30 mai 1968 avec la dissolution de l'Assemblée nationale décidée par le président de la République Charles de Gaulle, dans le cadre des événements de mai 68. 
Elle est la législature la plus courte de la Cinquième République.

## Composition de l'exécutif
- Président : Charles de Gaulle
- Premier ministre : Georges Pompidou

## Composition de l'Assemblée nationale

### Groupes parlementaires
| Groupe parlementaire                                                   | Groupe parlementaire                                                   | Groupe parlementaire                                                   | Députés                                                                | Députés                                                                | Députés | Président déclaré |
| Groupe parlementaire                                                   | Groupe parlementaire                                                   | Groupe parlementaire                                                   | Membres                                                                | Apparentés                                                             | Total   | Président déclaré |
| ---------------------------------------------------------------------- | ---------------------------------------------------------------------- | ---------------------------------------------------------------------- | ---------------------------------------------------------------------- | ---------------------------------------------------------------------- | ------- | ----------------- |
|                                                                        | UDR                                                                    | Union des démocrates pour la République                                | 180                                                                    | 20                                                                     | 200     | Henri Rey         |
|                                                                        | FGDS                                                                   | Fédération de la gauche démocrate et socialiste                        | 116                                                                    | 5                                                                      | 121     | Gaston Defferre   |
|                                                                        | COM                                                                    | Communiste                                                             | 71                                                                     | 2                                                                      | 73      | Robert Ballanger  |
|                                                                        | RI                                                                     | Républicains indépendants                                              | 39                                                                     | 3                                                                      | 42      | Raymond Mondon    |
|                                                                        | PDM                                                                    | Progrès et démocratie moderne                                          | 38                                                                     | 3                                                                      | 41      | Jacques Duhamel   |
|                                                                        |                                                                        |                                                                        |                                                                        |                                                                        |         |                   |
| Total de députés membre de groupes                                     | Total de députés membre de groupes                                     | Total de députés membre de groupes                                     | Total de députés membre de groupes                                     | Total de députés membre de groupes                                     | 477     |                   |
|                                                                        | Députés non-inscrits                                                   | Députés non-inscrits                                                   | Députés non-inscrits                                                   | Députés non-inscrits                                                   | 9       |                   |
|                                                                        |                                                                        |                                                                        |                                                                        |                                                                        |         |                   |
| Total des sièges pourvus                                               | Total des sièges pourvus                                               | Total des sièges pourvus                                               | Total des sièges pourvus                                               | Total des sièges pourvus                                               | 486     |                   |
| Total des sièges vacants et non attribués (Côte française des Somalis) | Total des sièges vacants et non attribués (Côte française des Somalis) | Total des sièges vacants et non attribués (Côte française des Somalis) | Total des sièges vacants et non attribués (Côte française des Somalis) | Total des sièges vacants et non attribués (Côte française des Somalis) | 1       |                   |

### Président de l'Assemblée
- Jacques Chaban-Delmas (UNR, 2e circonscription de la Gironde)

## Gouvernement
- Gouvernement Georges Pompidou (4)

## Élection du président de l'Assemblée nationale
| Jacques Chaban-Delmas | Gironde (2e)          |                | UD-Ve          | 261 | 54,38 | Élu   |  |  |
| Gaston Defferre       | Bouches-du-Rhône (3e) |                | FGDS           | 214 | 44,58 | Battu |  |  |
| Autres suffrages      |                       |                |                | 5   | 1,04  |       |  |  |
|                       |                       |                |                |     |       |       |  |  |
| Votants               | Votants               | Votants        | Votants        | 484 | ?     |       |  |  |
| Blancs et nuls        | Blancs et nuls        | Blancs et nuls | Blancs et nuls | 4   | 0,83  |       |  |  |
| Exprimés              | Exprimés              | Exprimés       | Exprimés       | 480 | 99,17 |       |  |  |